# マシュー・J・ホルマン
マシュー・J・ホルマン（Matthew J. Holman、1967年-）は、スミソニアン天体物理観測所の宇宙物理学者で、ハーバード大学の講師である。

## 人物
ホルマンはマサチューセッツ工科大学で学び、1989年に数学の学士号、1994年に惑星科学の博士号を取得した。木星、土星（アルビオリックス）、天王星（プロスペロー、セティボス、ステファノー、トリンキュロー、マーガレット、フランシスコ、ファーディナンド）、海王星（ハリメデ、サオ、ラオメデイア、ネソ）の多数の不規則衛星を発見したチームのメンバーであった。1999年ニューカム・クリーブランド賞受賞。